# Bogáros
Bogáros románul: Bulgăruș, település Romániában, a Bánságban, Temes megyében.

## Fekvése
Csatád (Lenauheim), mellett fekvő település.

## Története
Bogáros nevét 1462-ben p. Bogarus néven, mint pusztát említette először oklevél. 1493-ban ugyancsak Bogáros néven, praediumként, vagyis mezei gazdaságra használt pusztaként volt említve.
1494-ben II. Ulászló király a Temes vármegyéhez tartozó Bogáros pusztát, mely akkor királyi birtok volt, Nagylucsei Dóczi Imre horomi bán fiának Ferencnek adományozta, akinek nejével Forgách Margittal együtt még 1523-ban is a birtoka volt, majd fia Dóczi László örökölte, aki a fellelhető okiratok szerint 1548-ban még életben volt. 1562-ben kányaföldi Kerecsényi László, azelőtt szigetvári, akkoriban gyulai várkapitány birtokába került, aki csak 1566-ig volt Bogáros birtokosa, mert abban az évben török fogságba esett, és kivégezték.
Bogáros a török hódoltság alatt elpusztult, az 1717-es összeírásban sem fordult elő, az 1723-as Mercy-féle térképen és az 1761. évi bánsági hivatalos térképen pedig lakatlan pusztaként volt feltüntetve, 1754-től pedig e pusztát a bánáti kincstári bérlők társasága bírta bérben.
Az új helység 1769-ben települt. Mária Terézia királynő rendeletére Neumann temesvári tartományi igazgatósági tanácsos kétszáz házhelyet méretett ki e helység területén. Mária Terézia királynő felhívására 1768 tavaszán belgák, svábok, bambergiek, elzásziak, rajnavidéki németek érkeztek Temesvárra, kiket Neumann tanácsos szétosztott az újonnan települő községek között. 1769 őszén a falu építése már annyira előrehaladt, hogy a lakosság a falu közepén imaházat is emelt, és 1770-ben megnyitották az iskolát is. 1771-ben keletkezett a plebánia és 1773-ban felépült a templom is. A község határához tartozott a pakáczi puszta is, és 1819-ben Albertfalva nevű magyar telepes község keletkezett, amely 1825-ben ismét feloszlott, mert lakosai e helyen nem tudtak megélni.
1831-ben és 1836-ban nagy kolerajárvány pusztított itt, és az 1836-os járványkor 107-en haltak meg. Mikor 1848. április 24-én a kikindai és katonai határőrvidéki szerbek a magyar kormány ellen fellázadtak, a vármegye Bogáros községet is fegyverbe szólította. Július 3-án 29 nemzetőr vonult Bogárosról a zichyfalvai táborba, augusztus 18-án a bogárosi nemzetőrök egy csapata Komlósra vonult. 
1849. január 23-án a Bobics őrnagy vezérlete alatt állott honvédsereg vonult át a községen Arad felé. Ez év június 20-ától a községből naponként 20 ember vett részt a Temesvár alatti futóárkok ásásában, és a község 10 napon át naponként 4000 darab kenyeret szállított a várat ostromló magyar seregnek. Az 1849. augusztus 5-6.-i szőregi és óbesenyői csaták után, augusztus 7-én estefelé, magyar csapatok érkeztek Bogárosra; másnap augusztus 8-án, a csatádi ütközet után pedig a császáriak előhada.
A trianoni békeszerződés előtt Torontál vármegye Perjámosi járásához tartozott. 1910-ben 2640 lakosából 2462 német, 75 magyar, 45 román, 57 cigány volt. Ebből 2571 római katolikus, 29 görögkeleti ortodox volt.

### Az első világháború után
1951-ben 295 bánáti sváb lakosát deportálták a Bărăganra.

## Források

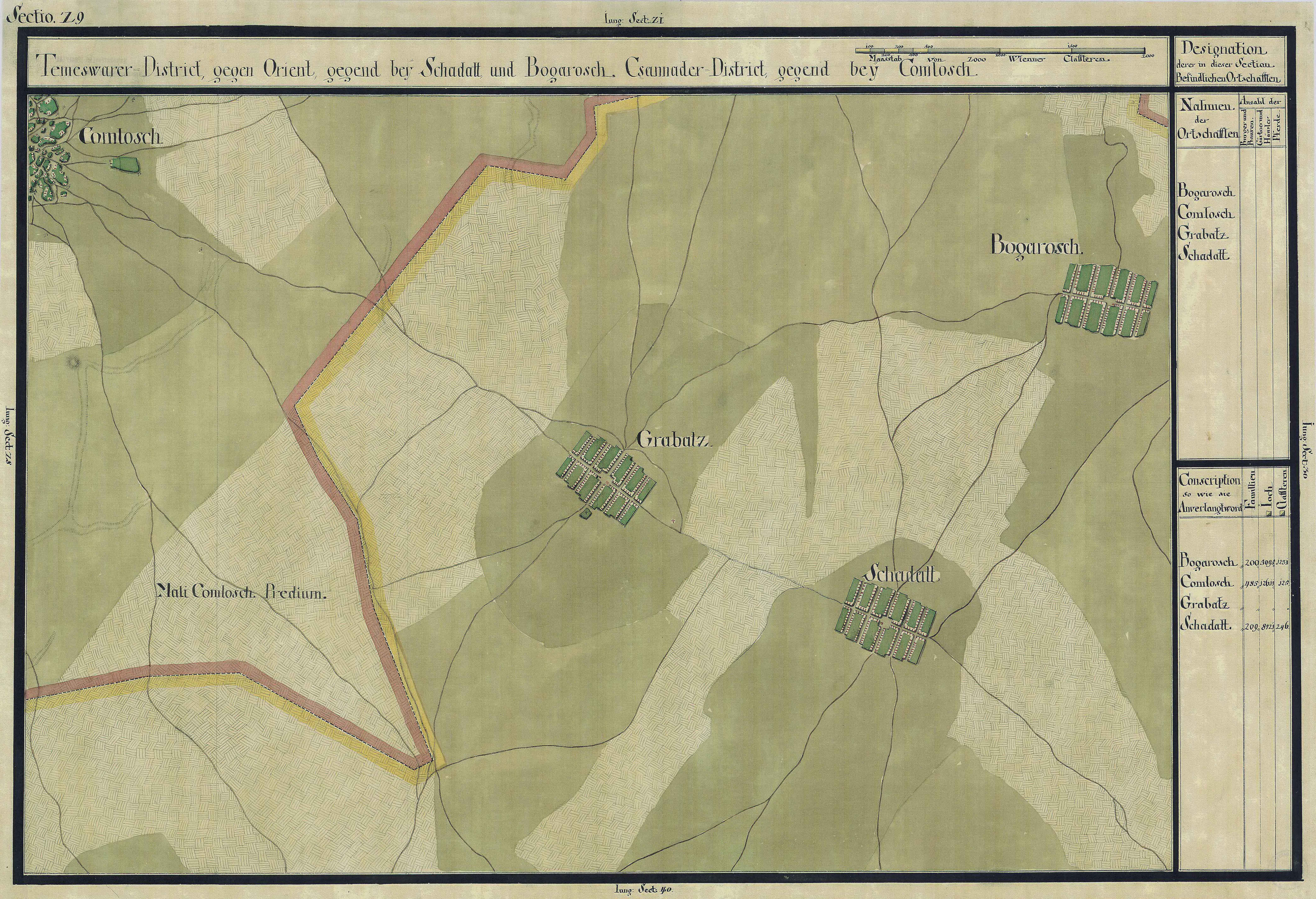
Bogáros egy régi térképen